# Home Garden
Home Garden, es un lugar designado por el censo ubicado en el condado de Kings en el estado estadounidense de California. En el año 2000 tenía una población de 1,702 habitantes y una densidad poblacional de 1,134.7 personas por km².

## Geografía
Home Garden se encuentra ubicado en las coordenadas 36°18′12″N 119°38′10″O / 36.30333, -119.63611. Según la Oficina del Censo. La ciudad tiene un área total de 1,5 km² (0,6 mi²), de la cual 1,5 km² (0,6 mi²) es tierra y 0 km² (0 mi²) (0%) es agua.

## Demografía
Según la Oficina del Censo en 2000 los ingresos medios por hogar en la localidad eran de $25,450, y los ingresos medios por familia eran $24,214. Los hombres tenían unos ingresos medios de $26,071 frente a los $14,338 para las mujeres. La renta per cápita para la localidad era de $22,357. Alrededor del 41.9% de la población estaban por debajo del umbral de pobreza.